# Гојазни феминизам
Гојазни феминизам (енгл. fat feminism) или гојазно-позитивни феминизам (енгл. fat-positive feminism) струја је унутар феминизма чији заговорници тврде да су гојазне жене предмет друштвене дискриминације и самим тим у неравноправном положају у смислу образовања и запошљавања и залажу се за равноправан третман свих жена без обзира на телесну масу. Покрет је настао 1970-их, у доба феминизма другог таласа, али је тек недавно постао шире прихваћен, слично као и покрет за прихватање гојазности.
Чест предмет напада заговорника гојазног феминизма јест тзв. „идеал“ женске фигуре кога агресивно промовишу масовни медији, а поготово модна индустрија са супермоделима који имају 23% мање телесне масе од просечне жене, а чију фигуру има само 5% женске популације.